# Natalia Kobrynska
Natalia Kobrynska, född 1851, död 1920, var en ukrainsk författare, förläggare och feminist. 
Hon var dotter till den välbärgade katolska prästen Ivan Ozarkevych och gifte sig 1871 med den katolska prästen Teofil Kobrynsky (1852–1882); den katolska kyrkan i Ukraina hade en speciell ställning vid denna tidpunkt, och dess präster hade tillstånd att gifta sig. Hon levde i Lviv, som då tillhörde Österrike, och identifierade sig som ukrainare. 
Hon fick hemundervisning av sin progressiva far och hade stöd av sin make i sin verksamhet; familjen tillhörde intellektuella bildade kretsar i Lviv som orienterade sig mot väst. Hon umgicks med socialister och definierade sig som socialist, men ansågs av socialisterna vara mer av en liberal, som motsatte sig revolution och ville åstadkomma gradvisa förändringar genom föreningsarbete bland den bildade medelklassen. Hon utgav romaner om progressiva medelklasskvinnor och deltog i den offentliga debatten för kvinnors rättigheter. Hon förespråkade sekulär utbildning, kvinnors utökade deltagande i arbetslivet och dagis för att göra det möjligt. 
Efter att ha bevittnat en demonstration för kvinnlig rösträtt grundade hon 1884 kvinnoföreningen  Tovarystvo Ruskykh Zhinok, och lät utge kvinnoalmanackan Pershyi Vinok. Föreningen blev den ledande kvinnoorganisationen i Ukraina, men hade ingen praktisk framgång. Högern ogillade hennes sekulära ställningstaganden och vänstern sympatiserade mer med kommunismen och ansåg henne inte radikal nog, men hon skulle komma att ihågkommas som grundaren av den ukrainska kvinnorörelsen.